# Catharylla interrupta
Catharylla interrupta là một loài bướm đêm trong họ Crambidae.